# Grotte des Francs-Tireurs
La grotte des Francs-Tireurs est un abri-sous-roche situé dans la commune de Haegen, en forêt  de Saverne, dans le massif des Vosges, département du Bas-Rhin.

## Spéléométrie
Le développement de cet abri est de 14 m.

## Géologie
La cavité s'ouvre dans les grès vosgiens du Trias inférieur (Buntsandstein). 

## Description et histoire
Il s'agit d'un vaste abri-sous-roche de 28 m de largeur ouvert au pied d'une paroi de grès. La grotte des Francs-Tireurs aurait servi de cache aux habitants de Garrebourg au début de la guerre de 1870. La cavité est pointée sur la carte IGN. L'abri a été topographié le 16 juin 1991 par Claude Chabert et Jean-Yves Bigot.